# تشارلز أديمينو
تشارلز أديسولا أولودار أولواتوسي أديمنو (من مواليد 12 ديسمبر 1988) هو لاعب كرة قدم إنجليزي محترف سابق.